# Wervershoof
Wervershoof és un municipi de la província d'Holanda del Nord, al centre-oest dels Països Baixos. L'1 de gener de 2009 tenia 8.769 habitants repartits per una superfície de 31,08 km² (dels quals 7,62 km² corresponen a aigua).

## Centres de població
Onderdijk, Wervershoof, Zwaagdijk-Oost.

## Ajuntament
El consistori està format per 13 regidors:
- Algemeene Belange Combinatie, 3 regidors
- CDA, 2 regidors
- PvdA, 2 regidors
- Progressief Wervershoof, 2 regidors
- VVD, 2 regidors
- Zwaagdijker Dorpsbelang, 2 regidors